# Expédition Sullivan
Pour les articles homonymes, voir Sullivan.

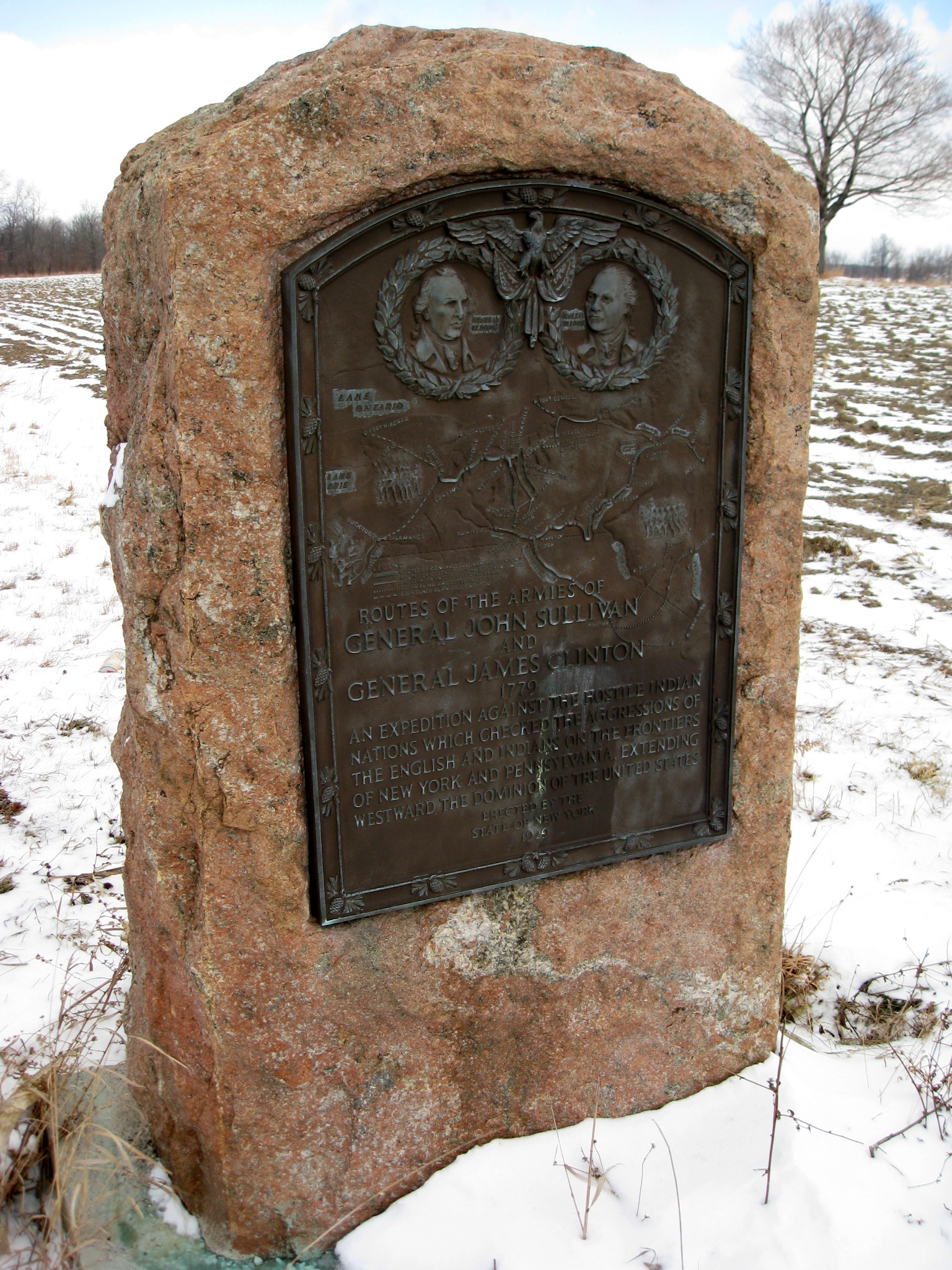
Plaque commémorative de l'expédition Sullivan à Lodi.

L’expédition Sullivan, également connue sous le nom d’expédition Sullivan-Clinton, est une campagne américaine dirigée par le major-général John Sullivan et le brigadier-général James Clinton contre les Loyalistes et les quatre nations des Iroquois qui avaient pris le parti des Britanniques dans la guerre d'indépendance des États-Unis.
En rétorsion contre les attaques des Iroquois et des Loyalistes britanniques contre les colons républicains à Cobleskill, celle de la vallée du Wyoming et à Cherry Valley, l'armée des insurgents quitte Easton (Pennsylvanie) le 18 juin 1779 et la campagne s'achève avec l'abandon du Fort Sullivan (près de Tioga) et le retour au camp de George Washington, le 3 octobre 1779, dans le New Jersey. Même si elle n'a donné lieu qu'à une seule véritable bataille (puisque les tribus indiennes fuyaient un ennemi très supérieur en nombre), par la destruction du refuge d'Haudenosaunee et des réserves de grains, elle a rendu les Iroquois incapables de reprendre l'offensive. Au cours de la Bataille de Newtown, sur les rives de la Chemung, dans l'ouest de l'État de New York, environ un millier d'Iroquois et de Loyalistes ont été défaits par une armée d'environ 3 200 soldats continentaux.
L'armée de Sullivan poursuivit sa campagne par une politique de la terre brûlée, détruisant méthodiquement au moins quarante villages iroquois dans toute la région des Finger Lakes de l'ouest de l'État de New York, pour mettre un terme aux attaques contre les Américains.
Les victimes de la disette et du froid furent incomparablement plus nombreuses que celles de la campagne militaire proprement dite (11 soldats républicains, 12 Iroquois et 5 soldats britanniques) : les survivants s'enfuirent vers le Canada par les chutes du Niagara et la plaine de Buffalo. Pour les milliers de réfugiés Iroquois entassés autour du Fort Niagara, l'hiver fut meurtrier, malgré les tentatives de ravitaillement des autorités britanniques.

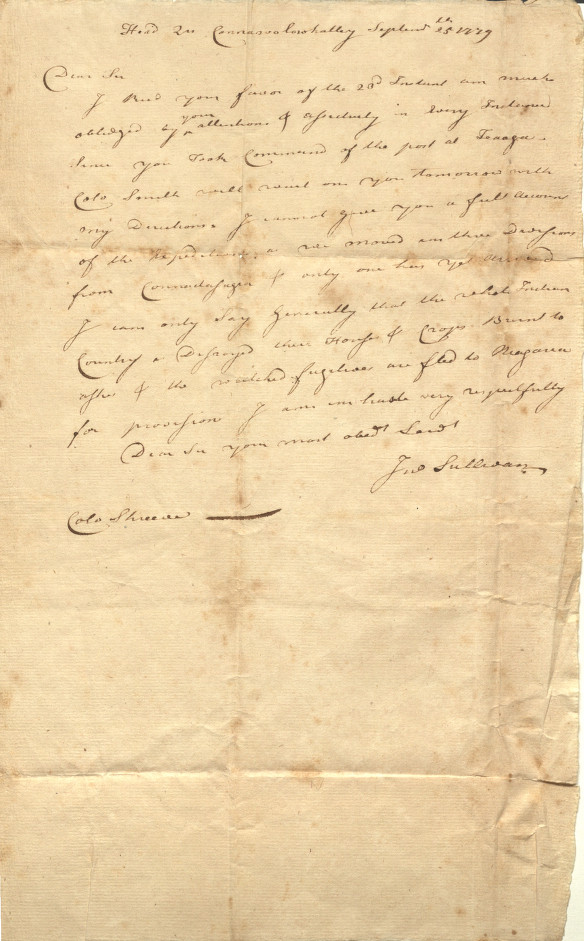
Lettre de John Sullivan (1779).
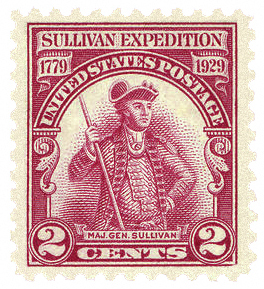
Timbre de 1929.